# Levant Company

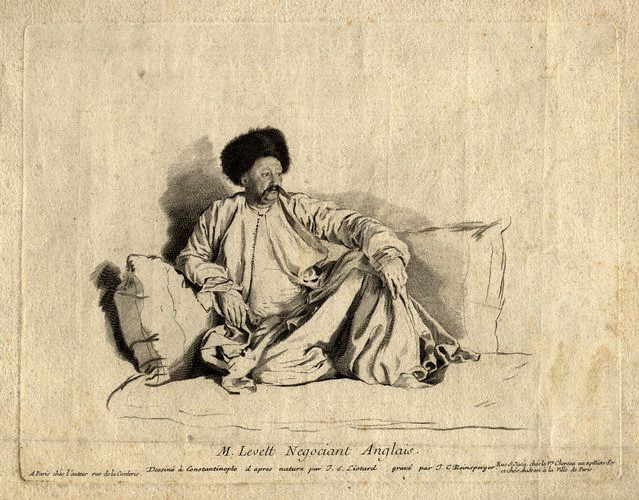
English Turkey Merchant Francis Levett (1700–1764), Hauptrepräsentant der Levant Company in Konstantinopel 1737–1750, Levett in türkischer Kleidung, nach einem Gemälde von Jean-Étienne Liotard im Louvre-Museum.

Levant Company war ein englisches Handelsunternehmen mit Firmensitz in London.
Die Handelskompanie entstand 1592 durch die Verschmelzung der Turkey Company und der Venice Company und betrieb vorrangig Handel im östlichen Mittelmeerraum. Zu den Präsidenten des Unternehmens gehörten unter anderem der englische Kaufmann Edward Osborne und Richard Staper.

## Trivia
Über den für die Levant Company in Aleppo arbeitende Thomas Darley hat die Levant Company erheblichen Einfluss auf die Zucht des Englischen Vollbluts gehabt. Darley kaufte 1702 den jungen Araber-Hengst Darley Arabian von einem nomadisierenden Beduinenstamm und exportierte ihn 1704 nach England, wo er auf Aldby Park, dem Sitz der Familie Darley als Zuchthengst zum Einsatz kam. Christopher McGrath nennt dies Transaktion die bedeutsamste in der Geschichte der Pferdezucht. Heute gehen 95 Prozent aller lebenden Englischen Vollblüter auf diesen Hengst zurück.